# Schweizer Rugby-Union-Meisterschaft 2001
Die Saison 2001 war die 30. Austragung der Schweizer Rugby-Union-Meisterschaft, der vom Schweizerischen Rugbyverband organisierten Meisterschaft der Schweiz in der Sportart Rugby Union.

## Modus
Die Punkte wurden wie folgt verteilt:
- 3 Punkte bei einem Sieg
- 2 Punkte bei einem Unentschieden
- 1 Punkt bei einer Niederlage
- 1 Minuspunkt nach der dritten roten Karte und nach jeder weiteren roten Karte, ebenso bei einer Forfaitniederlage

## Nationalliga A
Der Schweizerische Rugbyverband hatte beschlossen, die Saison zukünftig innerhalb desselben Kalenderjahres anstatt von Spätsommer bis Frühling durchzuführen. Aus diesem Grund war diese Spielzeit mit zwei Monaten Dauer ungewöhnlich kurz. In der höchsten Spielklasse, der Nationalliga A, dauerte sie vom 15. September bis zum 17. November 2001. Sie umfasste sechs Teams, die in fünf Runden je einmal zuhause oder auswärts gegen alle anderen Teams spielten. Der RC Zürich (heute Grasshopper Club Zürich) war das beste Team und gewann erstmals den Meistertitel, einen Absteiger gab es nicht.

### Teams
Die folgenden sechs Teams spielten in der Saison 2001 in der Nationalliga A:
| Mannschaft          | Stadion                    | Gemeinde, Kanton                          |
| ------------------- | -------------------------- | ----------------------------------------- |
| RC Avusy            | Stade d’Athenaz            | Avusy, Kanton Genf                        |
| Genève RC           | Centre sportif de Vessy    | Veyrier, Kanton Genf                      |
| Hermance RRC        | Stade Marius Berthet       | Chens-sur-Léman, Département Haute-Savoie |
| Neuchâtel-Sports RC | Puits-Godet                | Neuchâtel, Kanton Neuenburg               |
| Nyon RC             | Centre sportif de Colovray | Nyon, Kanton Waadt                        |
| RC Zürich           | Sportanlage Allmend Brunau | Zürich, Kanton Zürich                     |

### Tabelle
M = amtierender Meister 
 B = Aufsteiger aus der Nationalliga B
|    | Team                    | Spiele | Siege | Unent. | Ndlg. | Spiel- punkte | Diff. | Minus- punkte | Tabellen- punkte |
| -- | ----------------------- | ------ | ----- | ------ | ----- | ------------- | ----- | ------------- | ---------------- |
| 1. | RC Zürich               | 5      | 4     | 0      | 1     | 133:31        | + 102 |               | 13               |
| 2. | Hermance RRC (M)        | 5      | 4     | 0      | 1     | 108:19        | + 89  | − 1           | 12               |
| 3. | Nyon RC                 | 5      | 2     | 1      | 2     | 73:55         | + 18  | − 1           | 9                |
| 4. | Genève RC               | 5      | 2     | 0      | 3     | 79:144        | − 65  |               | 9                |
| 5. | RC Avusy                | 5      | 1     | 1      | 3     | 69:64         | + 5   |               | 7                |
| 6. | Neuchâtel-Sports RC (B) | 5      | 0     | 0      | 5     | 23:172        | − 149 |               | 5                |

## Nationalliga B
Die zweithöchste Spielklasse, die Nationalliga B, umfasste ebenfalls sechs Teams, die einmal auswärts oder zuhause gegen alle anderen Teams antraten. Es gab formal weder Auf- noch Absteiger, doch der RC Bern stieg freiwillig in die Nationalliga C ab.
|    | Team                   | Spiele | Siege | Unent. | Ndlg. | Spiel- punkte | Diff. | Tabellen- punkte |
| -- | ---------------------- | ------ | ----- | ------ | ----- | ------------- | ----- | ---------------- |
| 1. | RC Yverdon             | 5      | 5     | 0      | 0     | 183:52        | + 131 | 15               |
| 2. | Stade Lausanne RC      | 5      | 4     | 0      | 1     | 98:43         | + 55  | 13               |
| 3. | RFC Basel              | 5      | 3     | 0      | 2     | 149:83        | + 66  | 11               |
| 4. | Albaladejo RC Lausanne | 5      | 2     | 0      | 3     | 105:87        | + 18  | 9                |
| 5. | RC Bern (A)            | 5      | 1     | 0      | 4     | 38:204        | − 166 | 7                |
| 6. | RC Würenlos            | 5      | 0     | 0      | 5     | 37:141        | − 104 | 5                |